# Alcibiades Diamandi
Alcibiades Diamandi o Alkiviadis Diamandi o Alcibiade Diamandi (algunas veces pronunciado como Diamanti,  Diamandis o Diamantis) (Samarina, Grecia, 13 de agosto de 1893. - Bucarest, 9 de julio de 1948) fue una figura política de los aromunes ("Vlachs") en Grecia. Diamandi fue activo durante la Primera y Segunda Guerra Mundial, en conexión con los oficiales italianos que habían ocupado parte de Grecia. 

## Vida
Alkiviadis Diamandi fue un líder nacionalista vlaco, que se distinguió en 1918 promoviendo la creación de un territorio para los valacos en Pindo, durante la ocupación italiana del esa región. Sucesivamente Diamantis mostró simpatías hacia el fascismo de Mussolini y fundó la organización colaboracionista llamada "Legión romana" y era su líder durante la Segunda Guerra Mundial. 
En 1942 Alcibiades huyó a Rumania.
Murió en Rumania el 9 de julio de 1948.